# Wadih Saadeh
Wadih Saadeh  - Wadih Amine STEPHAN - (Chabtine,  1948) é um jornalista e poeta libanês.
Trabalhou como jornalista em Beirute, Paris, Londres e Nicósia, antes de se mudar para a Austrália, em 1988.